# S/S Gerda (1887)
S/S Gerda var en ångslup som levererades i maj 1887 av Jönköpings Mekaniska Werkstad i Jönköping till Ångslups AB Trafik i Nyland och sattes in på traden Undrom–Sprängsviken på Ångermanälven. Detta bolag hade 1883 köpt den 18,5 meter långa ångslupen Trafik (I), varvsnummer 3, av Jönköpings Mekaniska Werkstad.
S/S Gerda sjönk i samband med en kollision 1893 med kustångaren S/S Nordstjernan utanför Lunde brygga, varvid tio personer omkom, bland andra Gerdas befälhavare. Hon bärgades, döptes om till Trafik II och fortsatte att segla på Ångermanälven. År 1899 såldes hon till Ångslups AB Ragnhild i Härnösand.
Hon såldes 1917 till Sävenäs Nya AB i Kallholmen och byggdes om till bogserbåt, och vidare 1918 till Theodor Hedberg i Skellefteå, som lät göra en ny överbyggnad. År 1921 köptes Trafik II av Anton Wirén i Piteå, som satte in henne som timmerbogserare från Bölebommen till bland annat Lövholmens sågverk i Piteå.
Efter ytterligare två ägarbyten i Norrland på 1940-talet köptes hon 1948 av trävaruföretaget AB Kemi Oy i Kemi i Finland och omdöptes till Kemi 3, varefter hon 1954 skrotades.